# Тастю, Амабль
Амабль Казимира Сабина Тастю (фр. Amable Cazimir Sabine Tastu; урождённая Войар фр. Voïart; 30 августа 1795 или 31 августа 1795, Мец — 10 января 1885, Палезо, Сена и Уаза) — французская поэтесса, писательница и переводчица

.

## Биография
Амабль Казимира Сабина Войар родилась 30 августа 1795 года в городе Меце в семье Жака-Филиппа Войара и Жанны-Амабль Бушот.

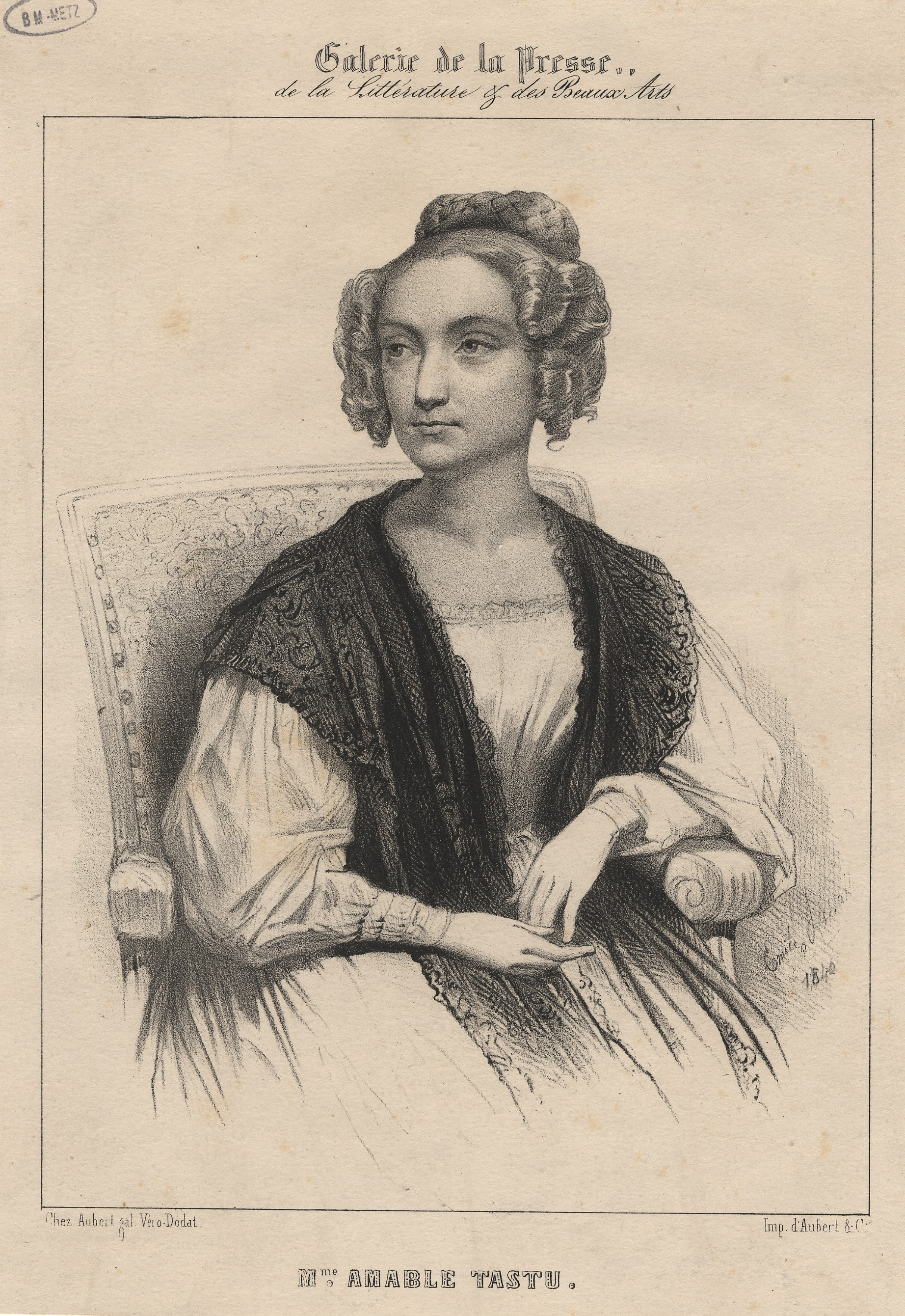
Амабль Тастю (1840)

Через четыре года после смерти матери Амабль в 1802 году, её отец женился на Анн-Элизабет-Элиз Петитпен (которая стала известна как Элиза Войар), писательнице, на 30 лет моложе его, из Нанси, которая поделилась с Амабль своими знаниями английского, немецкого и итальянского языков.
Уже в тринадцатилетнем возрасте Амабль Войар сочиняла стихотворения, преимущественно идиллического содержания.
После того, как раннее стихотворение Войар «Le Narcisse» («Нарцисс») было опубликовано в 1816 году в газете «Mercure de France» («Французский Меркурий»), сочинение юной поэтессы было замечено Аделаидой-Жийет Дюфренуа, которая стала покровительницей Амабль Войар и с которой у неё сложилась близкая дружба, продолжавшаяся до самой смерти Дюфренуа.
Литературный критик Шарль Огюстен де Сент-Бёв похвалил поэзию Войар за её деликатность.
В 1816 году Амабль Войар вышла замуж за Жозефа Тастю, печатника из Перпиньяна, и у них родился один ребёнок. Большую известность принесло Тастю сочинение «Oiseaux du sacre» изданное в 1825 году, по случаю коронования Карла X.

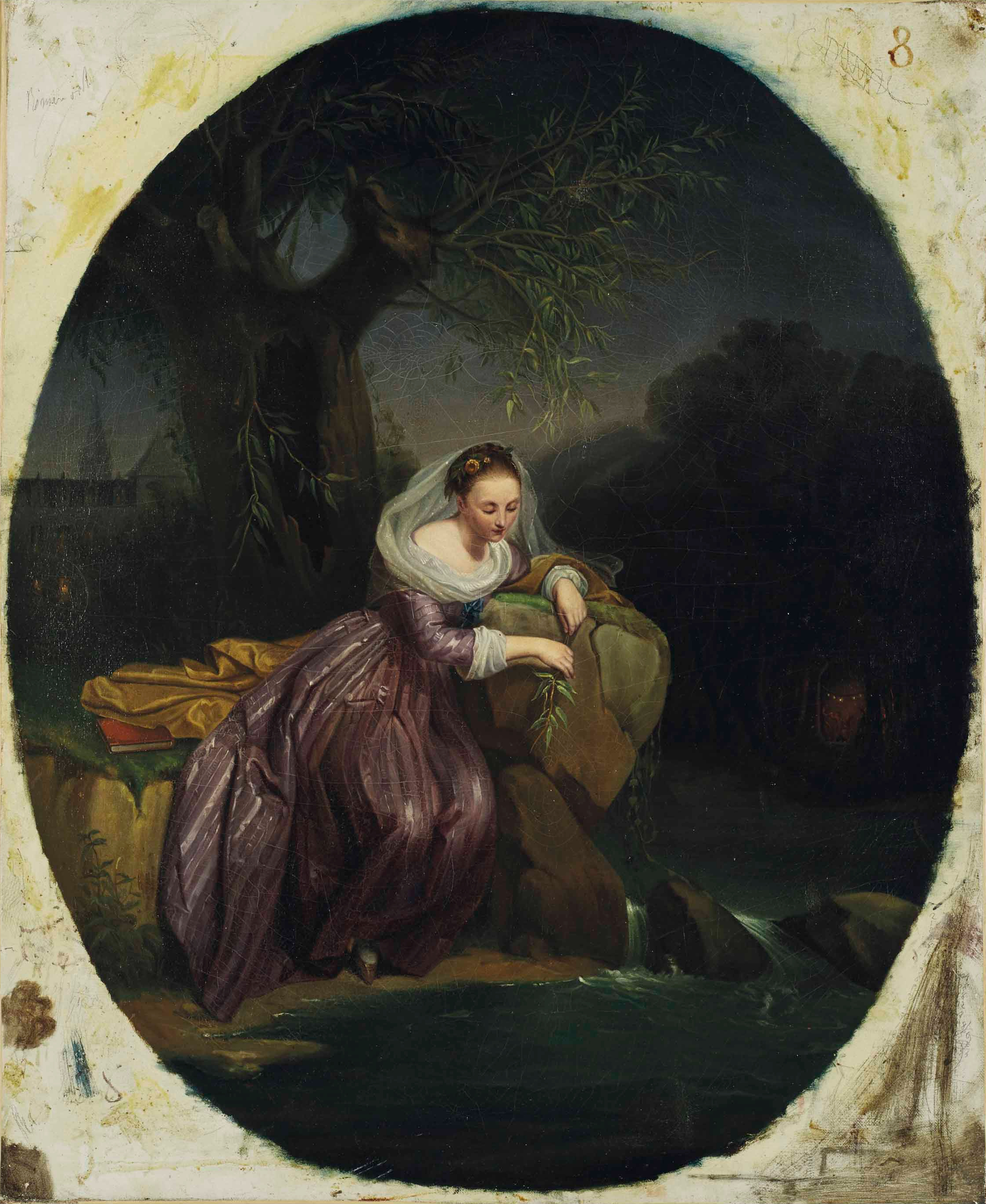
Франклен, Жан Огюстен. Листья ивы. Картина вдохновлена одноимённым стихотворением из сборника А. Тастю «Poésies»

В 1826 году вышел первый сборник её «Poésies», проникнутых элегическим настроением. В 1829 году появились в свет её «Chroniques de France», излагающие в стихах французскую историю.
В 1830 году банкротство типографии её мужа побудило Тастю поддержать свою семью, работая в книжной торговле. Она подготовила образовательные работы, а также литературную критику, включая справочники по итальянской и немецкой литературе: «Tableau de la littérature italienne» (1843) и «Tableau de la littérature allemande» соответственно.
Вследствие финансовых трудностей Тастю вынуждена была составлять учебники, переводить с английского, писать для детей. Второй и последний сборник стихотворений Тастю под заглавием «Poésies nouvelles» вышел в 1835 году.
По словам Клэр Бак, после смерти мужа в 1849 году Тастю «сопровождала своего сына в дипломатических миссиях на Кипр, в Багдад, Белград и Александрию и вернулась во Францию только в 1864 году, когда её зрение начало ухудшаться».

Амабль Казимира Сабина Тастю умерла 11 января 1885 года в городе Палезо. 